# Tim Receveur
Tim Charles Pieter Receveur (Amersfoort, 30 juli 1991) is een Nederlands voetballer die bij voorkeur als middenvelder speelt. Hij verruilde medio 2025 Almere City FC voor Bali United FC.

## Carrière
Receveur speelde zijn gehele jeugd in de opleiding van Ajax, waar hij na de A-junioren als eerstejaarssenior in 2010 de overstap maakte naar NAC Breda. Hier was hij een seizoen lang de aanvoerder van Jong NAC. Vervolgens verkaste hij naar AGOVV.

### AGOVV
Receveur tekende een tweejarig contract bij AGOVV, dat uitkwam in de Jupiler League. Op 8 augustus 2011 maakte hij er zijn competitiedebuut in de thuiswedstrijd tegen SC Cambuur (2-4). Hij speelde 32 wedstrijden voor de club, waaronder een wedstrijd tegen Feyenoord in de KNVB Beker (0-4). Receveur maakte twee doelpunten voor de Apeldoornse club.

### Almere City
Nadat AGOVV in januari 2013 failliet was gegaan, maakte hij een maand later de overstap naar Almere City FC. Eind april 2013 tekende hij daar een tweejarig contract, dat hij na afloop met nog eens een jaar verlengde. Op 15 mei 2015 liep de middenvelder tijdens het tweede play-offduel met De Graafschap ernstig knieletsel op. Vanwege tien maanden blessureleed kwam hij pas aan het eind van het seizoen 2015/16 weer aan spelen toe.

### VVV-Venlo
Na afloop van het seizoen verkaste de transfervrije Receveur naar VVV-Venlo, waar hij een contract tekende voor een jaar met een optie voor nog een seizoen. Hij maakte zijn debuut tegen FC Oss op 19 augustus 2016 (2-0). Hij kwam in de 86e minuut in de ploeg voor Johnatan Opoku. Hij verloor de concurrentiestrijd op het middenveld met Danny Post en Clint Leemans en kwam daardoor weinig aan spelen toe. Hij kwam tot 17 wedstrijden, veelal invalbeurten. VVV werd dat jaar kampioen van de Jupiler League en promoveerde naar de Eredivisie.

### De Graafschap
Na één jaar maakte Receveur de overstap naar De Graafschap waar hij eveneens een eenjarige verbintenis aanging. Hij mocht in de eerste speelronde van het seizoen 2017/18 meteen zijn debuut maken, tegen Jong PSV (2-2). Aan het begin van het seizoen kreeg Receveur veel speeltijd, maar dit werd steeds minder. Na een half seizoen kwam hij bijna niet meer in actie. Met De Graafschap promoveerde hij via de nacompetitie naar de Eredivisie, hoewel hij in de nacompetitie niet speelde.

### Almere City
Medio 2018 keerde Receveur terug bij Almere City. Hij was meteen weer een vaste waarde in de basis van de Flevolanders, en kreeg na één wedstrijd de aanvoerdersband. In maart 2019 liep de middenvelder een ernstige kruisbandblessure op, waardoor hij ruim een jaar aan de kant moest blijven. Na een lange revalidatie verlengde de club zijn contract in juni 2020 met een jaar. Op 6 september 2020 maakte hij zijn rentree, tegen Excelsior Rotterdam. Hij speelde meteen de hele wedstrijd en maakte een doelpunt. Hij maakte de 6-4 op aangeven van Shayon Harrison, het laatste doelpunt van die wedstrijd. In mei 2021 tekende Receveur een nieuw tweejarig contract bij Almere City. Ook nu was hij vaste aanvoerder. In het seizoen 2022/23 kreeg hij steeds minder speeltijd. Hij speelde slechts 7 wedstrijden voor hij werd verhuurd.

### FC Dordrecht
In januari 2023 werd Receveur verhuurd aan FC Dordrecht, aansluitend tekende hij een verbintenis tot 2025 bij FC Dordrecht dat hem na het seizoen 2022/23 definitief overnam van Almere City. Hij speelde 45 wedstrijden voor de ploeg, maar zijn contract werd niet verlengd.

### Almere City
In november 2024 keerde Receveur terug bij Almere City waar hij een contract tekende tot het de zomer van 2025. Hij maakte zijn rentree voor Almere op 14 maart 2025, met een invalbeurt tegen NAC Breda, wat ook meteen zijn debuut was in de Eredivisie. Elf minuten voor het einde van de wedstrijd kwam hij in de ploeg voor Anas Tahiri. Hij moest het dat seizoen doen met vier invalbeurten. Ondanks dat Receveur een jaar bijtekende in juni 2025, tekende hij een maand later bij Bali United FC. In zijn drie periodes speelde hij 181 wedstrijden voor Almere City wat hem de bijnaam 'Mister Almere City' opleverde.

## Statistieken
| 2011/12                           | AGOVV Apeldoorn | Eerste divisie  | 17  | 1  | 1  | 0 | — | — | 18  | 1  |
| 2012/13                           | AGOVV Apeldoorn | Eerste divisie  | 14  | 1  | 0  | 0 | — | — | 14  | 1  |
| 2012/13                           | Almere City FC  | Eerste divisie  | 5   | 0  | 0  | 0 | — | — | 5   | 0  |
| 2013/14                           | Almere City FC  | Eerste divisie  | 26  | 2  | 1  | 0 | — | — | 27  | 2  |
| 2014/15                           | Almere City FC  | Eerste divisie  | 28  | 3  | 2  | 0 | 2 | 0 | 32  | 3  |
| 2015/16                           | Almere City FC  | Eerste divisie  | 4   | 0  | 0  | 0 | 4 | 0 | 8   | 0  |
| 2016/17                           | VVV-Venlo       | Eerste divisie  | 17  | 0  | 0  | 0 | — | — | 17  | 0  |
| 2017/18                           | De Graafschap   | Eerste divisie  | 18  | 0  | 1  | 0 | 0 | 0 | 19  | 0  |
| 2018/19                           | Almere City FC  | Eerste divisie  | 26  | 4  | 2  | 0 | 0 | 0 | 28  | 4  |
| 2019/20                           | Almere City FC  | Eerste divisie  | 0   | 0  | 0  | 0 | — | — | 0   | 0  |
| 2020/21                           | Almere City FC  | Eerste divisie  | 32  | 2  | 1  | 0 | 1 | 0 | 34  | 2  |
| 2021/22                           | Almere City FC  | Eerste divisie  | 33  | 1  | 1  | 0 | — | — | 34  | 1  |
| 2022/23                           | Almere City FC  | Eerste divisie  | 7   | 0  | 1  | 0 | — | — | 8   | 0  |
| 2022/23                           | → FC Dordrecht  | Eerste divisie  | 14  | 0  | 0  | 0 | — | — | 14  | 0  |
| 2023/24                           | FC Dordrecht    | Eerste divisie  | 28  | 0  | 1  | 0 | 2 | 0 | 31  | 0  |
| 2024/25                           | Almere City FC  | Eredivisie      | 4   | 0  | 0  | 0 | 0 | 0 | 4   | 0  |
| Carrière totaal                   | Carrière totaal | Carrière totaal | 273 | 14 | 11 | 0 | 9 | 0 | 293 | 14 |
| Bijgewerkt tot en met 3 juli 2025 |                 |                 |     |    |    |   |   |   |     |    |

## Persoonlijk
Receveur is lid van de familie Receveur en een zoon van fysiotherapeut, manueel therapeut en acupuncturist Tjeerd Leon Charles Receveur en Maria Catharina Hendrina van Oijen.